# Stoupnie
Stoupnie (ukr. Стовпні, Stowpni) – osiedle na Ukrainie, w obwodzie iwanofrankiwskim, w rejonie wierchowińskim.